# Droit positif
Le droit positif (du latin positum, posé en français) désigne le droit applicable en vigueur, au moment où on parle. Les textes obsolètes, abolis ou modifiés font partie du droit général mais pas du droit positif. Il est constitué de l'ensemble des règles juridiques en vigueur dans un État ou dans un ensemble d'États de la communauté internationale, quelles que soient leurs sources. Du fait de sa nature contingente, il s'oppose au droit naturel. Le droit positif peut se définir comme l'ensemble des lois écrites rassemblées dans des codes s’appliquant de façon effective dans une société donnée au moment où l'on parle.
Le droit juridique est « autoritaire », puisqu'il est édicté par un sujet généralement valablement habilité à le faire (élément qui s'applique également, par exemple, à un dictateur, qui a une légitimité de fait).

## Description
Pour les théoriciens du droit positif, les règles de droit ne sont pas issues de la nature ou de Dieu, mais des hommes eux-mêmes, ou de leurs activités. Ainsi, le droit positif et le droit naturel sont deux formes de droit, contraires, puisque l'une est dictée par les hommes, et la seconde par la nature humaine. 
Le droit positif est un droit vivant. C'est une forme de positivisme juridique qui regroupe deux grands courants de pensée :
- Le positivisme étatique, selon lequel le droit prend sa source dans l’État, représenté par Rudolf von Jhering
- Le positivisme normativiste, courant représenté par le théoricien Hans Kelsen au XXe siècle, qui structure le droit dans une hiérarchie des normes (ou pyramide des normes).